# نيكولا ويليس
نيكولا ويليس (بالإنجليزية: Nicola Willis) هي لاعبة جمباز فني بريطانية، ولدت في 13 مارس 1985 في ساوثند أون سي في المملكة المتحدة.

## وصلات خارجية
- نيكولا ويليس على موقع الاتحاد الدولي للجمباز (biography) (الإنجليزية)
- نيكولا ويليس على موقع اللجنة الأولمبية الدولية (الإنجليزية)
- نيكولا ويليس على موقع أوليمبيديا (الإنجليزية)
- نيكولا ويليس على موقع اللجنة الأولمبية البريطانية (الإنجليزية)